# A. J. Trauth
Andrew James "A. J." Trauth (Chicago, Illinois, 14 de septiembre de 1986) es un actor, músico y cantante estadounidense, conocido por haber interpretado a Alan Twitty en Even Stevens y a Josh Mankey en Kim Possible, ambos emitidos en Disney Channel.

## Carrera
Trauth es conocido por interpretar a Alan Twitty en Even Stevens, e hizo un papel invitado en The Amanda Show, junto a Amanda Bynes, Drake Bell y Josh Peck. Más tarde, trabajó con Bell y Brenda Song en un episodio del programa The Nightmare Room, basado en la serie de libros del mismo nombre de R. L. Stine, en el episodio "Dear Diary I'm Dead".
En el programa de televisión Kim Possible, Trauth prestó su voz a Josh Mankey, un antiguo interés amoroso de Kim.
Trauth también hizo una aparición especial en Reba como Scott, un chico de 17 años que sale con Kyra en el episodio "United Front". Trauth protagonizó la película original de Disney Channel You Wish!, junto a Lalaine. También trabajó junto a Rebecca Romijn en Pepper Dennis, como el hermano menor del personaje principal, Mitch. Trauth también apareció en un episodio de House, interpretando a un hermano mayor en la clínica cuando su hermano pequeño es tratado por el Dr. House.
En 2003, Trauth apareció como estrella invitada en 7th Heaven, en el episodio de la octava temporada "Getting to Know You". En 2006, Trauth apareció como estrella invitada en el drama de CBS Numb3rs, y en el drama de Fox Bones en 2009.

## Vida personal
El 5 de febrero de 2014, Us Weekly anunció que Trauth se había comprometido con la actriz Leah Pipes, después de casi tres años de noviazgo. Se casaron el 6 de diciembre de 2014 en Santa Bárbara, California. Pipes solicitó el divorcio en mayo de 2019 alegando "diferencias irreconciliables".

## Filmografía
| Año  | Título               | Papel   | Notas |
| ---- | -------------------- | ------- | ----- |
| 2005 | Happy Endings        | Bill    |       |
| 2008 | The Last Word        | Greg    |       |
| 2015 | Welcome to Happiness | Penley  |       |
| 2016 | Moments of Clarity   | Trevor  |       |
| 2017 | Camp Cool Kids       | Garrett |       |

| Año       | Título                                             | Papel            | Notas                         |
| --------- | -------------------------------------------------- | ---------------- | ----------------------------- |
| 1999      | Search for the Jewel of Polaris: Mysterious Museum | Ben              | Película de televisión        |
| 2000      | The Amanda Show                                    | Él mismo         | 1 episodio                    |
| 2000-2003 | Even Stevens                                       | Alan Twitty      | Papel principal               |
| 2002      | The Nightmare Room                                 | Shawn            | 1 episodio                    |
| 2002-2004 | Kim Possible                                       | Josh Mankey      | 3 episodios                   |
| 2003      | 7th Heaven                                         | Jordan James     | 1 episodio                    |
| 2003      | Phil at the Gate                                   | N/A              | Película de televisión        |
| 2003      | You Wish!                                          | Alex Lansing     | Película de televisión        |
| 2003      | The Even Stevens Movie                             | Alan Twitty      | Película de televisión        |
| 2003-2004 | Oliver Beene                                       | Harver Dillman   | 3 episodios                   |
| 2004      | Fillmore!                                          | Chet             | 1 episodio                    |
| 2004      | Reba                                               | Scott            | 2 episodios                   |
| 2004      | The Deerings                                       | N/A              | Película de televisión        |
| 2005      | House                                              | Henry            | 2 episodios                   |
| 2005      | Ghost Whisperer                                    | Tom              | 1 episodio                    |
| 2005      | CSI: Crime Scene Investigation                     | Dexter           | 1 episodio                    |
| 2005      | Numb3rs                                            | Jake             | 1 episodio                    |
| 2006      | Brandy & Mr. Whiskers                              | Marvin           | 1 episodio                    |
| 2006      | Pepper Dennis                                      | Mitch Dinkle     | Papel recurrente, 5 episodios |
| 2005      | Mystery Woman: Game Time                           | Cameron          | Película de televisión        |
| 2006      | Wild Hearts                                        | Tim              | Película de televisión        |
| 2009      | Bones                                              | Pinworm          | 1 episodio                    |
| 2011      | Rules of Engagement                                | Topher           | 1 episodio                    |
| 2012      | Franklin & Bash                                    | Abogado de Tammi | 1 episodio                    |
| 2012      | Ro                                                 | Shane            | 4 episodios                   |

| Año  | Título                           | Papel            |
| ---- | -------------------------------- | ---------------- |
| 2014 | Wolfenstein: The New Order       | Probst Wyatt III |
| 2017 | Wolfenstein II: The New Colossus | Probst Wyatt III |